# Gulbarga (district)
Gulbarga is een district van de Indiase staat Karnataka. In 2001 telde het district 3.124.858 inwoners op een oppervlakte van 16.224 km². Het zuidelijke deel van het district splitste zich in 2009 echter af en vormt sindsdien het district Yadgir.
Hoofdstad: Bangalore
Districten:
Divisie Bangalore: Bengaluru Urban · Bengaluru Rural · Chitradurga · Davanagere · Chikkaballapur · Kolar · Ramanagara · Shimoga · Tumkur
Divisie Belgaum: Bagalkot · Belgaum · Bijapur · Dharwad · Gadag · Haveri · Uttara Kannada
Divisie Gulbarga: Bellary · Bidar · Gulbarga · Koppal · Raichur · Yadgir
Divisie Mysore: Chamarajanagar · Chikmagalur · Dakshina Kannada · Hassan · Kodagu · Mandya · Mysore · Udupi